# Гонка за життя Барні Олдфілда
«Гонка за життя Барні Олдфілда» (англ. Barney Oldfield's Race for a Life) — німа комедійна короткометражка 1913 року, знята режисером і продюсером Маком Сеннетом. У фільмі зіграли Сеннетт, Мейбл Норманд, Форд Стерлінг, «Кістоунські копи» і Барні Олдфілд у ролі самого себе, у своєму дебютному фільмі. Фільм був розповсюджений кінокомпанією Keystone Film Company і вийшов на екранах кінотеатрів Сполучених Штатів 3 червня 1913 року. Кінокартина збереглася до наших днів і була випущена як частина бокс-сету DVD під назвою «Енциклопедія ляпаса». Її часто показують на фестивалях німого кіно.
Фільм примітний тим, що є одним із перших фільмів, у якому з'явився сюжет про лиходія, який прив'язує молоду дівчину до рейок локомотива, що прямує назустріч; це пережиток епохи «газового світла» у вікторіанській сценічній мелодрамі. Він також вважається одним із перших фільмів, у якому камеру помістили в автомобіль, щоб дати глядачам можливість побачити все з погляду водія. Знаменитий кадр фільму з Норманд, прив'язаною до залізничної колії, є частиною музейної експозиції, а також фігурує в книжках, що розповідають про історію видатних німих фільмів.

## Сюжет
До леді, «Мейбл, милої та чарівної», залицяється джентльмен, «Сором'язливий залицяльник». Він дарує їй корсаж, який вона приймає. Вони сором'язливо обмінюються поцілунком. Після того, як Кавалер йде, з'являється Лиходій і хапає дівчину. Вона б'є його і тікає. Це розлючує Лиходія, і він присягається, що доб'ється свого. При наступній нагоді Лиходій знову викрадає дівчину, цього разу за допомогою двох поплічників, і приковує її ланцюгами до залізничної колії.
Троє лиходіїв їдуть дрезиною до станції, де нападають на двох робітників і викрадають двигун локомотива. Лиходії їдуть потягом назад до місця, де знаходиться Мейбл, яка все ще прив'язана до колії.
Працівник залізничної станції попереджає про ситуацію Залицяльника, який поспішає звернутися по допомогу до свого друга, гонщика Барні Олдфілда.
Двоє друзів стрибають в автомобіль і мчать на викраденому локомотиві, щоб врятувати дівчину, яка потрапила в біду. В останню мить Мейбл вдається врятувати і відвезти в безпечне місце. Лиходій, якому вдалося врятуватися, вбиває свого спільника і стріляє в п'ятьох Кістоунських Копів які приїхали на машині, щоб заарештувати його. Зрештою, він спрямовує пістолет на себе, але, побачивши, що патронник порожній, у люті падає замертво.

## Акторський склад
- Мейбл Норманд — Мейбл, мила та чарівна
- Мак Сеннетт — Сором'язливий Залицяльник
- Форд Стерлінг — Лиходій
- Генк Манн — спільник Лиходія
- Барні Олдфілд — камео, автогонщик
- Ел Сент-Джон — ще один спільник Лиходія
- Гелен Голмс — Красуня, розмовляє з Олдфілдом біля паркану
- Вільям Хаубер — житель села
- Кістоунські копи

## Виробництво та фон
За словами письменника Вільяма Ф. Нолана, Сеннет був фанатом перегонів, і підійшовши до Олдфілда в салуні, запитав його: «Ти коли-небудь думав про те, щоб знятися у фільмі?». Олдфілд відповів: «І щоб якась дамочка кинула мені в обличчя заварним пирогом?». Сеннетт сказав йому, що він гратиме «героя» і рятуватиме Мейбл Норманд від «лиходія з чорним серцем», обганяючи потяг. Почувши це, Олдфілд сказав Сеннету: «Маку, випий пива за рахунок закладу, ти щойно найняв собі нову кінозірку». Після перегляду фільму Олдфілд, як кажуть, сумно похитав головою і пожартував: «За таку гру мені варто було б отримати по голові заварним пирогом».
У 1913 році видання Motography повідомила, що агент залізниці Санта-Фе дав Сеннету дозвіл на використання у фільмі старої дороги Редондо а також локомотива, багажного вагона та пасажирського вагона останньої моделі, і що від влади Інглвуда, Каліфорнія, отримано спеціальний дозвіл для Олдфілда на перевищення швидкості на швидкісній лінії. Під час зйомок погоні за потягом Олдфілд розвинув швидкість до 90 миль/год. Оператор Лі Бартолом'ю стояв на ходовій дошці локомотива, знімаючи «кожен рух Лиходія біля дросельної заслінки, в той час як Волтер Райт іншою камерою знімав перегони між потягом та автомобілем і порятунок».
У фільмі Норманд сама виконувала трюки, а у сцені, де вона лежить на залізничній колії, коли наближається потяг, не було жодного «дублера».

## Теми та аналіз
Автор Чак Клостерман розповідає, що сюжет про лиходія, який прив'язує молоду дівчину до залізничних колій, з'явився ще в 1860-х роках, а до 1913 року «троп був повністю адаптований». Він стверджує, що глядачі вже бачать у ньому «комедійну та сатиричну мелодраму». Він каже, що ідея «використання поїзда для вбивства настільки складна і абсурдна, що її можна розглядати лише як карикатуру на лиходійство, тому що вона ніколи не була заснована на якомусь реальному страху».
Американський медіазнавець Генрі Дженкінс і письменниця Крістін Бруновська Карнік заявили, що Сеннетт використав сценарій «гонки на порятунок», щоб отримати вигоду з його «захоплюючих і напружених якостей», а потім «експлуатував ці якості для суто вісцерального задоволення», тим самим «позбавивши сюжетні сцени у фільмі їхньої звичайної емоційної або моральної ваги».
Письменник Марк Говелл каже, що роль Олдфілда як водія, який рятує «дівчину в біді», сприяла формуванню його іміджу як «хороброго і героїчного гонщика, безстрашного перед обличчям небезпеки, оскільки саме цим він заробляє собі на життя на гоночній трасі».

## Відгуки

### Відгуки сучасників
Видання The Moving Picture World похвалило фільм, написавши: «Ця компанія веселунів знову виходить переможцем у цьому кумедному бурлеску. Гарний бурлеск без жодних недоліків».
Різні газети та кінотеатри дали фільму позитивні відгуки, зазначаючи, що «це одна з найкращих мелодраматичних постановок за участю відомого короля швидкості Барні Олдфілда, яка коли-небудь була створена»; «одна з найкращих односерійних комедій „Keystone Comedies“, які коли-небудь були зняті». «Несамовите буйство веселощів з найкращим комедійним режисером Маком Сеннетом»; «Барні Олдфілд у кіно — це вже саме по собі насолода»; «унікальний фільм, поєднання сенсаційної, захоплюючої та гумористичної мелодрами».

### Сучасні рецензії
Письменник Роб Кінг сказав, що «популярність фільму полягала саме в його здатності поєднувати комічне задоволення зі справжніми гострими відчуттями, просуваючи гібридний глядацький досвід, який знаходився між ефективними рівнями фарсу та сенсаційної мелодрами».
Кінокритик Майкл Ґратчфілд сказав, що фільм є «тонкою обгорткою, на яку накладено захопливу погоню і багато дурнуватої сатири». Йому сподобалися фотографії в картині, які він назвав «вражаючими для 1913 року». Він вважає, що Олдфілд не мав жодного «інтересу навіть намагатися грати, його єдина робота — водити швидку машину, і він робить це чудово». Ґратчфілд стверджує, що фільм «не дуже добре витримує критику, і навіть не представляє великого історичного інтересу, оскільки, здається, приводить людей до хибних висновків».
Кінокритик Фріці Крамер сказав, що фільм є "досить типовою роботою Keystone. Він сказав: «Сеннетт дуріє, але Норман і Стерлінг такі ж веселі, як і завжди». Критик оцінив фільм на «тверду трійку з плюсом», але заявив, що він запам'ятовується лише «як один з тих фільмів про залізничні колії».

## Спадщина

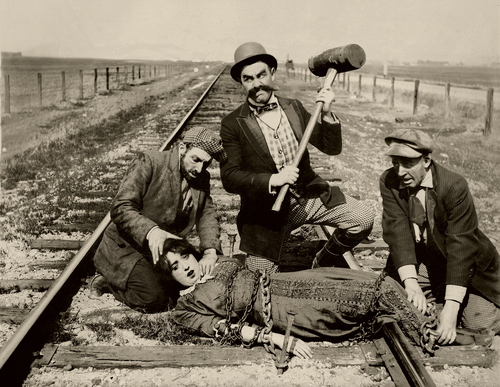
Кадр з культового фільму, зліва направо: Генк Манн, Форд Стерлінг, Ел Сент-Джон і на передньому плані Мейбл Норманд

У травні 1939 року в Музеї сучасного мистецтва в центрі Мангеттена, Нью-Йорк, розпочалася тридцятиденна виставка, яка демонструвала цей фільм разом із шістдесятьма дев'ятьма іншими фільмами, що простежували історію та розвиток кінематографа з 1895 по 1935 роки. Музей використав кінокадр (на фото праворуч) з фільму, як частину експозиції. В експозиції використано близько 200 кадрів з пам'ятних кінострічок, що стали частиною виставки.
У 1940 році фільм демонструвався в Дюкському університеті як частина пересувної виставки Музею сучасного мистецтва. У 1944 році кадр увійшов до книги Дімса Тейлора «Ілюстрована історія кіно», яка містила 700 сцен з відомих фільмів за останні 50 років.
У 1955 році газета Quad-City Times опублікувала знаменитий фільм в рамках серії під назвою «Пам'ятайте ці старі фільми». У 1957 році кадр з фільму увійшов до книги «Творці сміху: Мальована історія американських коміків» Вільяма Кана.
У 2013 році короткометражку показали в межах святкування сторіччя Академії кінематографічних мистецтв і наук, присвяченого короткометражним фільмам з однією котушкою. Фільм був представлений на відреставрованій ручній кінокопіювальній машині Powers Model 6 Camergraph 1909 року, яку запустив консультант Бібліотеки Конгресу Джо Рінаудо.
Деніел Баттрідж з The Independent вважає, що «фільм зробив успішним „стереотипний вусатий негідник“, який став „культурною конвенцією“, що, за його словами, все ще використовується „всіма видами засобів масової інформації майже століття потому“».

## Галерея

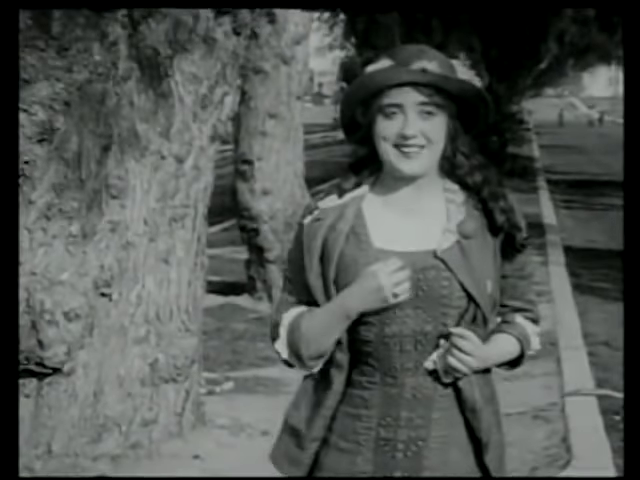
Мейбл, мила та чарівна
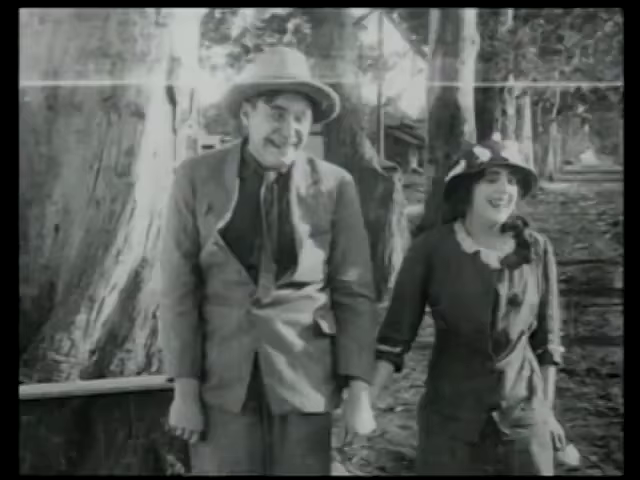
Сором'язливий Залицяльник
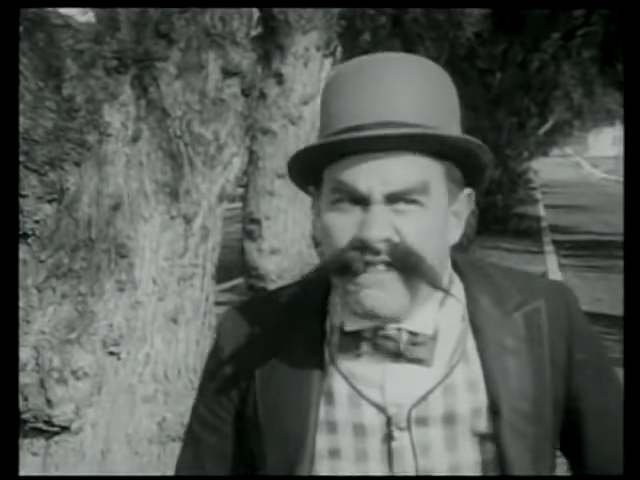
Лиходій
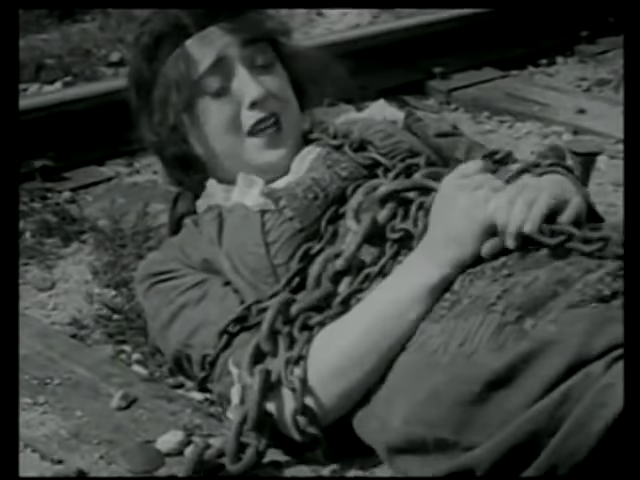
Мейбл прикута до рейок
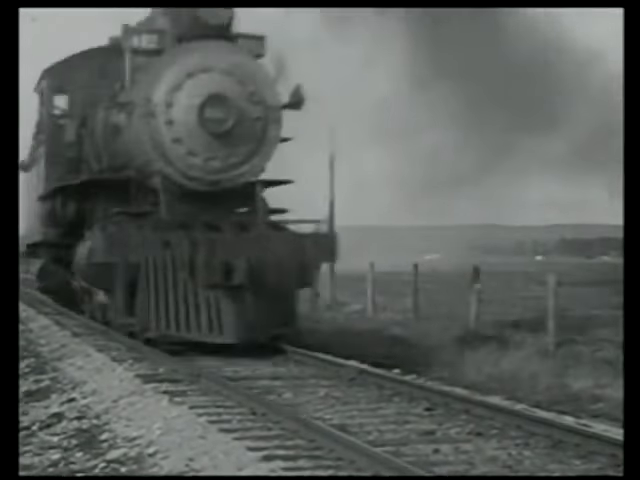
Поїзд мчить до Мейбл
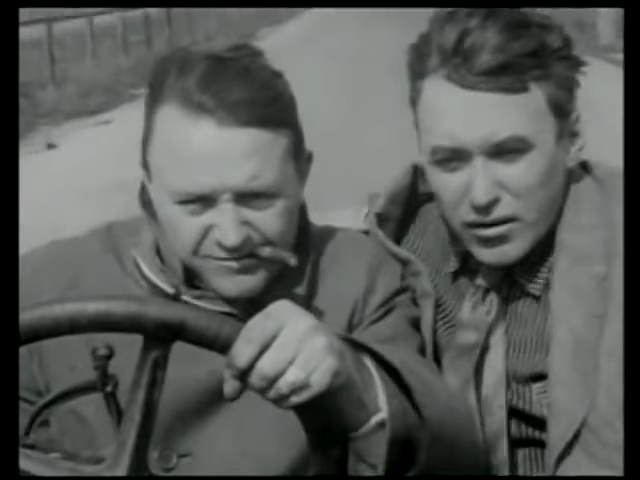
Барні Олдфілд і залицяльник Мейбл мчать на машині, щоб врятувати дівчину